# Breitling S.A.
Breitling S. A. es una compañía privada fundada en 1884 en Grenchen, Cantón de Soleura, Suiza especializada en el diseño, manufactura y distribución de relojes de pulsera. La firma es conocida por sus precisos cronómetros diseñados para el mundo de la aviación.

## Historia

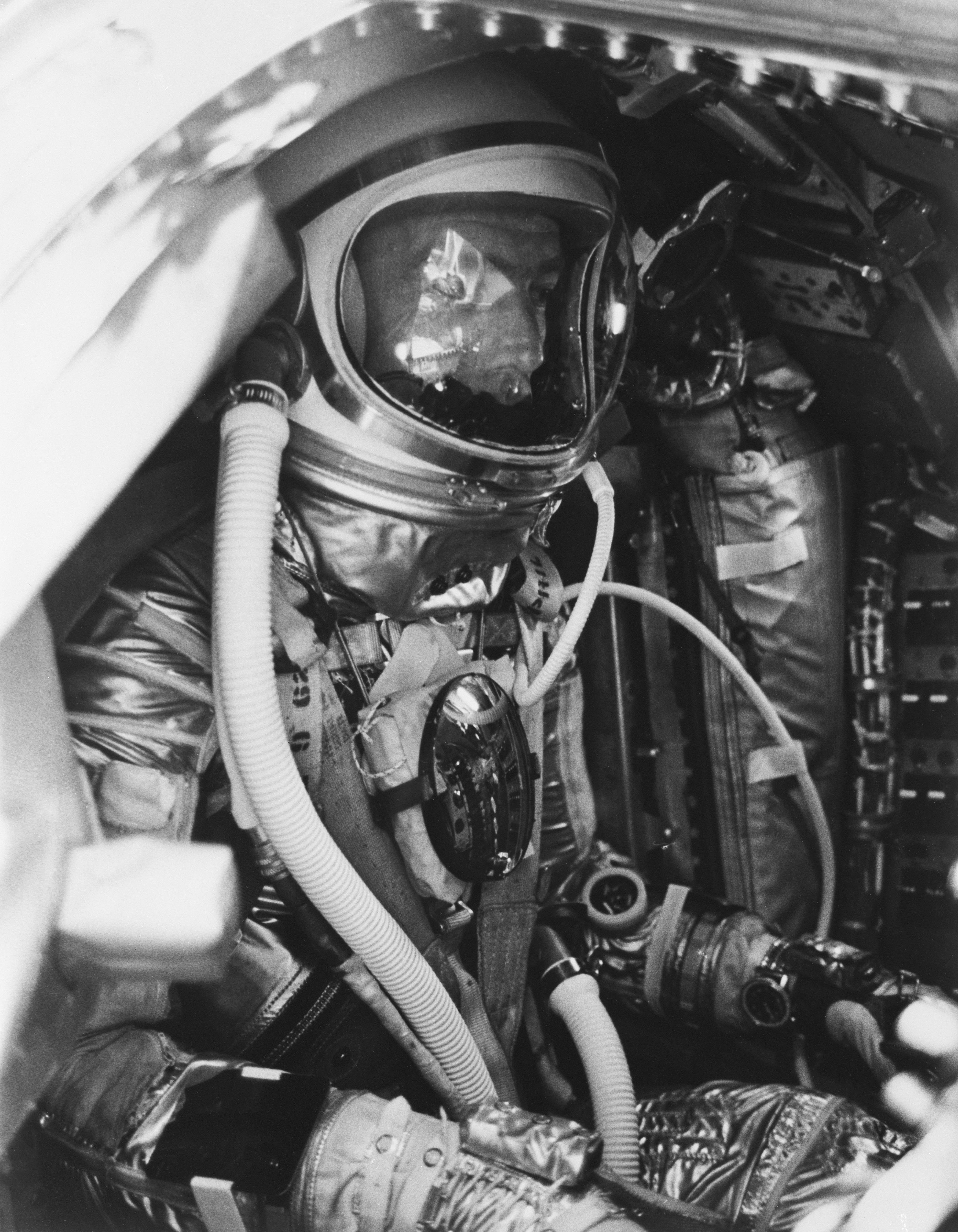
El astronauta Scott Carpenter utilizando un Breitling Cosmonaute dentro de la nave espacial Aurora 7, el 24 de mayo de 1962

Breitling S.A. fue fundada en 1884 por Léon Breitling en la localidad suiza de Saint-Imier, en el Jura Bernés.
Los relojes Breitling están hechos en Suiza utilizando componentes suizos. La compañía produce dos movimientos propios: el calibre B01 y el calibre B04, un B01 con el módulo GMT. Ciertos relojes Breitling utilizan ébauches fabricados principalmente por ETA SA y Valjoux, que son completados en los talleres de la firma antes de pasar las verificaciones del COSC (Contrôle Officiel Suisse des Chronomètres).
En 2009 Breitling desarrollo el BR01, un cronógrafo de movimiento mecánico, utilizado en el Breitling Chronomat 01, el primer reloj producido enteramente por Breitling. Desde entonces, el Chronomat ha utilizado un movimiento Breitling con las últimas adiciones (en 2012), de manera que el Chronomat GMT Limitado (una edición especial) y el Breitling Chronomat 44 GMT están equipados con el movimiento B04.

## Productos
La compañía certifica todos sus modelos.
Los relojes son usualmente comercializados para bucear (SuperOcean) o para la aviación (Navitimer). Los modelos de aviación como el Navitimer ofrecen determinadas complicaciones, ya que su utilidad en el mundo de la aviación ha sido sustituida por los instrumentos electrónicos. El estilo de los relojes Breitling está caracterizado por cajas y pulseras pulidas, y esferas grandes que están diseñadas para mejorar la legibilidad. Muchos modelos poseen mecanismos puramente mecánicos (es decir, no utilizan componentes electrónicos) y frecuentemente poseen complicaciones.

### Navitimer

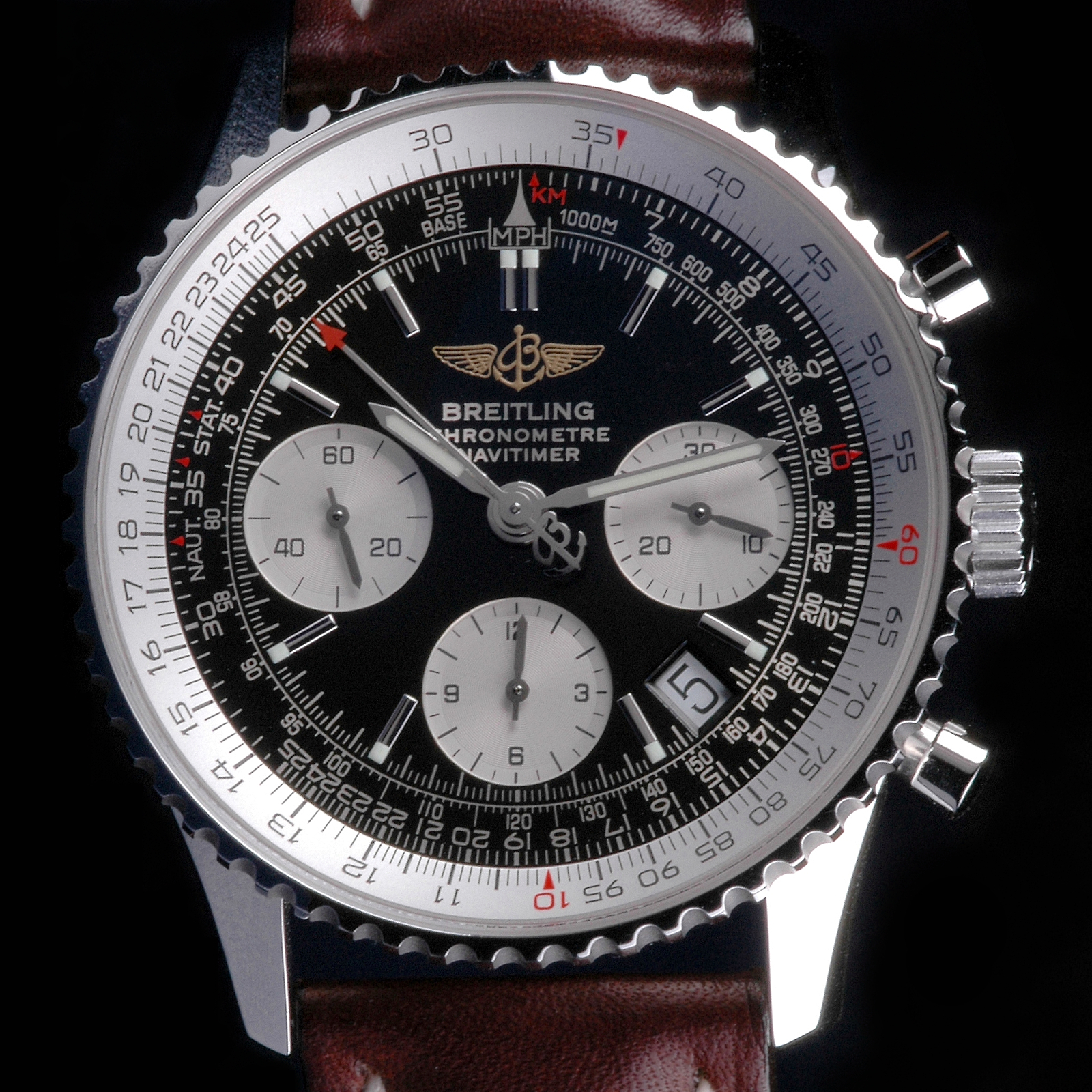
Breitling Navitimer reloj de pulsera con regla de cálculo circular

En los años 1940, Breitling añadió una regla de cálculo circular al bisel de sus cronógrafos utilizados por pilotos de aviación. Este elemento dio origen al famoso cronómetro Navitimer. Durante los años 1950 y 1960, una versión de este reloj fue ofrecida por la Asociación de Pilotos y Propietarios de Aeronaves (AOPA, por sus siglas en inglés), con el logo en la esfera.
En 1961, Scott Carpenter, uno de los astronautas originales en el programa espacial Mercury, se puso en contacto con Breitling con la idea de incorporar un reloj con esfera de 24 horas, en lugar de los normales de 12 horas. Esto era necesario por la falta de día y noche durante los viajes espaciales. Breitling aceptó la idea y produjo el Navitimer de 24 horas, que Carpenter utilizó en su vuelo espacial de 1962. Breitling procedió a producir la versión de 24 horas, llamada Cosmonaute Navitimer, con los logos de Breitling y la AOPA.

### Emergency

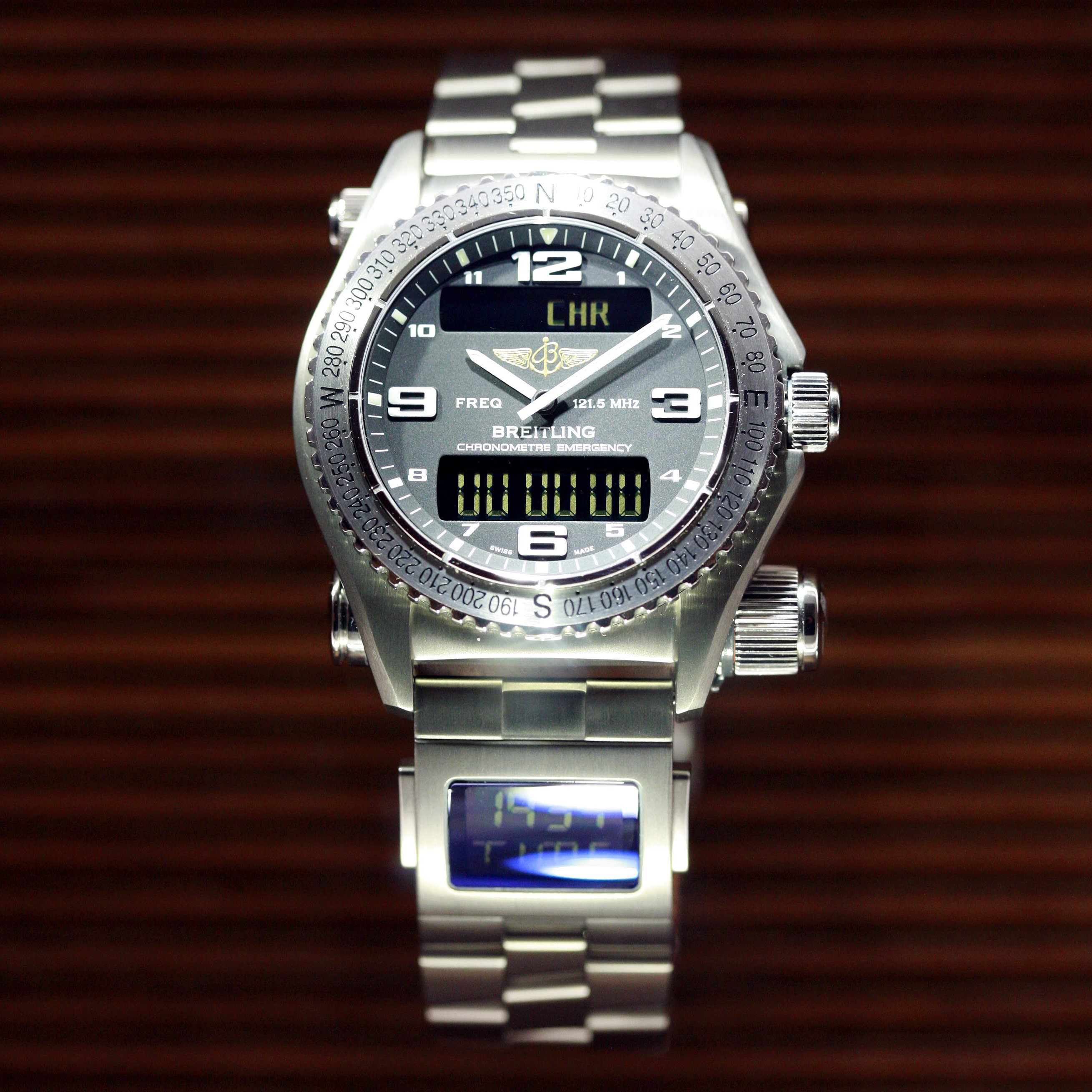
Breitling Emergency

El Breitling Emergency contiene un radio transmisor para aviación civil, que transmite en la frecuencia de 121.5 MHz de emergencias aéreas y sirve como respaldo del Transmisor Localizador de Emergencia. (Para usos militares, el Emergency tiene un transmisor miniaturizado operando en la frecuencia 243.0MHz, frecuencia militar). Bajo condiciones normales—terreno llano o aguas tranquilas‐ la señal puede ser recibida hasta a una distancia de 90 millas náuticas (167 km), por búsqueda aérea hasta una altura de 20.000 pies (6000 m).
Desde el 1 de febrero de 2009, el Sistema de satélites Cospas-Sarsat no monitoriza la frecuencia 121.5/243.0 MHz; sin embargo, la señal que transmite el Emergency nunca ha sido lo suficientemente fuerte para ser captada por un satélite, y Breitling anunció que estas señales todavía son monitoreadas, particularmente durante intentos de rescate y localización, por lo que no hay planes para modificarla.
[Reuters] anunció que en enero de 2003, dos pilotos británicos, el líder de escuadrón Steve Brooks y el teniente de aviación Hugh Quentin-Smith, se estrellaron, en un helicóptero, en la Antártida y fueron rescatados tras activar su Breitling Emergency.
El Emergency está disponible para clientes que no poseen licencia de piloto, pero deben firmar un acuerdo, en donde se comprometen a pagar la totalidad de los gastos del rescate.
El modelo fue fuertemente promocionado por el Breitling Orbiter 3, cuyos aeronautas Brian Jones y Bertrand Piccard usaron el Emergency. Breitling promocionó el proyecto Orbiter 3, que en 1999 se convirtió en el primer globo en completar una vuelta a la Tierra sin aterrizar. Poco después, se lanzó una versión conmemorativa limitada del Orbiter 3, con una producción de 1999 unidades.

### Emergency II
En abril de 2013, Breitling anunció una nueva versión del Emergency.
Esta versión transmite en 121.5MHz y también en 406.04 MHz, frecuencia esta última que es monitorizada por varios satélites. También posee una batería recargable para el transmisor.

### Breitling para Bentley
Como parte del 10º aniversario de la alianza Breitling-Bentley, fueron producidos el Bentley B04 GMT, B05 Unitime y el B06 (basados en los calibres, certificados COSC, Breitling B04, B05 y B06, respectivamente).

## Patrocinio

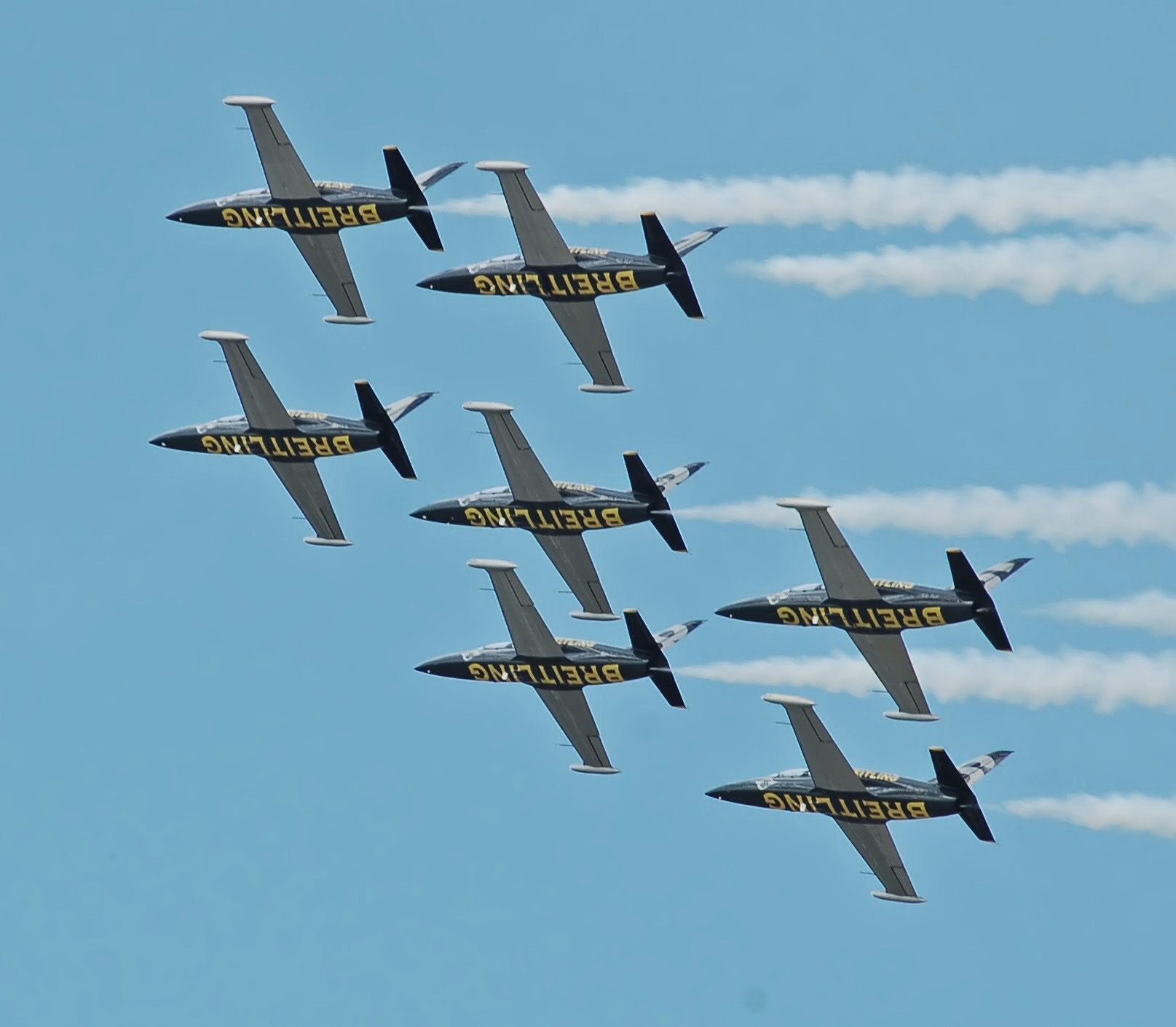
Aeronaves Aero L-39 Albatros del Breitling Jet Team durante una exhibición en el RIAT (Fairford, Inglaterra)

Breitling patrocina hazañas aeronáuticas, incluyendo la primera circunnavegación del planeta en globo (Breitling Orbiter), los vuelos de Yves Rossy en jet pack, equipos de acrobacias incluyendo el Breitling Jet Team y Breitling Wingwalkers, y la carrera aérea Reno.
Fue patrocinador del equipo Bentley durante las 24 Horas de Le Mans, corriendo del 2001 al 2003. En conmemoración, se creó el reloj Breitling Bentley 24 Le Mans.
En la película de James Bond de 1965, Thunderball, Bond recibe un Breitling Top Time del agente Q, quien le dice que también es un contador Geiger. Este dispositivo en el reloj le permite a Bond rastrear dos cabezas nucleares robadas. Tras el rodaje de la película el reloj desapareció. En 2012 reapareció en una venta de automóviles en Inglaterra, en donde fue comprado por 25 libras esterlinas. Posteriormente sería vendido por la casa de subastas Christies por más de 100.000 libras esterlinas.
Breitling también ha patrocinado el Torneo de las Seis Naciones de Rugby.